# Ariadna yintiaoling
Espèce
Ariadna yintiaoling est une espèce d'araignées aranéomorphes de la famille des Segestriidae.

## Distribution
Cette espèce est endémique de Chongqing en Chine,. Elle se rencontre dans le xian de Wuxi.

## Description
Le mâle holotype mesure 11,57 mm et la femelle paratype 14,94 mm.

## Systématique et taxinomie
Cette espèce a été décrite par Wang et Zhang en 2022.

## Étymologie
Son nom d'espèce lui a été donné en référence au lieu de sa découverte, la réserve naturelle de Yintiaoling.

## Publication originale
- Wang & Zhang, 2022 : « Three new species of Ariadna Audouin, 1826 from China (Araneae: Segestriidae). » Acta Arachnologica Sinica, vol. 31, no 2, p. 81-86.